# 電漿切割
電漿切割是一種利用加速過的熱電漿噴流切割電導體的加工程序。被切割的材料通常是鋼、白鐵、鋁、黃銅與銅。主要應用產業有金屬製造、修車、工業化建築、打撈殘骸或報廢工程相關業者。由於電漿切割速度快、成本低，從大型工業CNC應用與到小型業餘愛好者商店都受到了廣泛的使用。

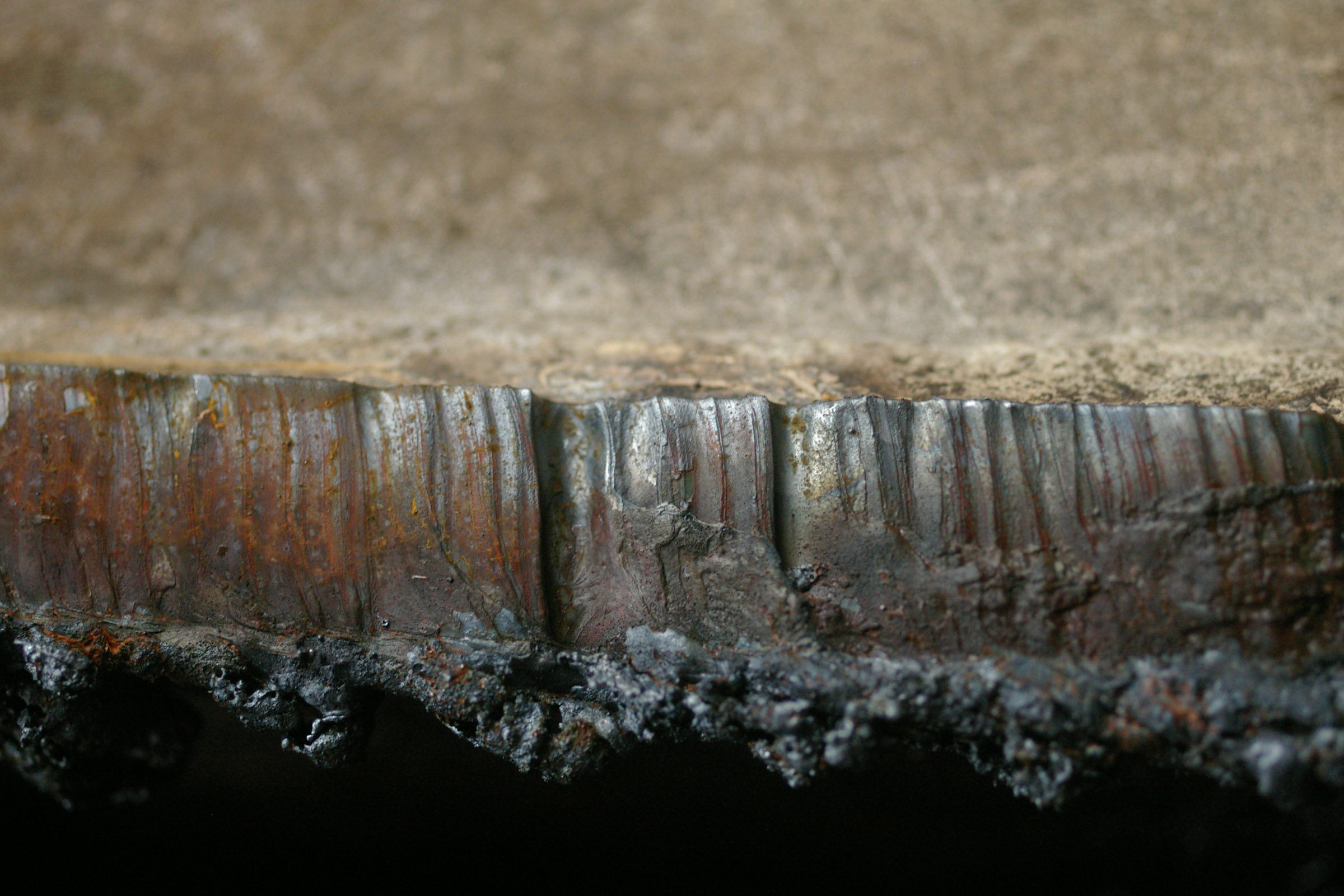
徒手操作電漿切割機裁下的厚鋼板截面。

手持式切割炬通常可切38公釐（1.5英寸）厚的鋼板，更強大的電腦控制切割炬可切150公釐（6英寸）厚的鋼板。